# Idaea argillata
Idaea argillata är en fjärilsart som beskrevs av Otto Staudinger 1861. Idaea argillata ingår i släktet Idaea och familjen mätare. Inga underarter finns listade i Catalogue of Life.